# Власний конвой Ясновельможного пана Гетьмана Всієї України
Власний конвой Ясновельможного пана Гетьмана всієї України — військова формація, створена у травні 1918 урядом гетьмана Павла Скоропадського на зразок російського власного його величності конвою російського імператора. Формувалася з добровольців, переважно офіцерів. По штату складався з двох піших та одної кінно-кулеметноі сотень; всього 49 офіцерів та 733 козаків, проте реально у жовтні 1918 нараховував близько 300 бійців. 

## Передумови створення

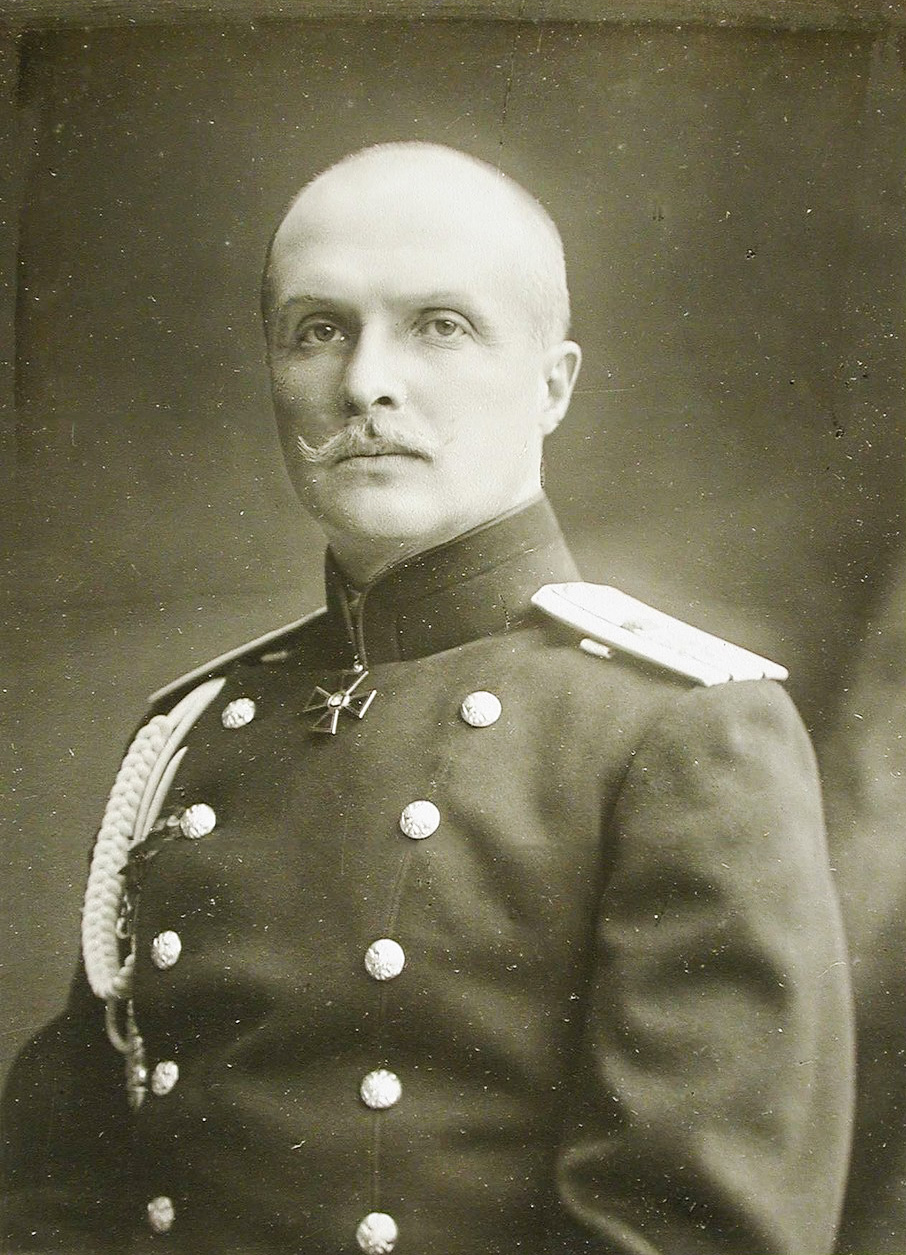
Павло Скоропадський, гетьман Української Держави.

Необхідність формування особистого конвою пана гетьмана була усвідомлена керівництвом Української Держави одразу по приходу до влади. Вже за кілька днів після проголошення Гетьманства, до Павла Скоропадського з аудієнцією завітав з'їзд хліборобів. Під час цієї зустрічі хлібороби висловили бажання, щоб у гетьмана був власний охоронний загін. 

## Історія
Конвой почав свою службу 3 травня 1918. Для нього навіть запланували власну, окрему форму одягу. Начальником власного конвою гетьмана був генерал-майор російської служби, генеральний хорунжий армії Української держави Юрій Устимович. Під час антигетьманського повстання конвой охороняв особу пана гетьмана. В грудні 1918 після перемоги Директорії прекратив існування.